# 梅山镇 (金寨县)
梅山镇，是中华人民共和国安徽省六安市金寨县下辖的一个乡镇级行政单位。

## 歷史
梅山镇最初屬於河南省固始县，在清朝乾隆年間編撰的《霍邱县志》已提及梅山。後因修建梅山水库，金寨縣原縣城金家寨镇被淹沒，1955年5月，金寨县县城迁移至梅山镇。2004年，江店镇與洪冲乡併入梅山镇。

## 行政区划
梅山镇下辖以下地区：
青山社区、红村社区、潭湾社区、红河社区、江店街道社区、梅山村、新河村、徐冲村、小南京村、龙湾村、清水村、三湾村、马店村、汪冲村、船冲村、黄林村、江店村、新楼村、郑岭村、三河村、司楼村、开顺村、百禄桥村、三里井村、洪冲村、苏畈村和南水村。